# 이스마엘 모하마드
이스마엘 모하마드(아랍어: إسماعيل محمد, Ismaeel Mohammad, 1990년 4월 5일 ~ )는 카타르의 축구 선수로, 현재 카타르 스타스 리그의 알두하일 SC와 카타르 축구 국가대표팀에서 미드필더로 뛰고 있다.